# Miguel Esteban
Miguel Esteban település Spanyolországban, Toledo tartományban. Miguel Esteban Campo de Criptana, Quero, La Puebla de Almoradiel, Quintanar de la Orden és El Toboso községekkel határos. Lakosainak száma 4733 fő (2024).

## Népesség
A település népessége az utóbbi években az alábbiak szerint változott:
| Lakosok száma | 4765 | 5077 | 5491 | 5754 | 5417 | 5243 | 4976 | 4856 | 4791 | 4733 |
|               | 2001 | 2004 | 2007 | 2009 | 2012 | 2014 | 2017 | 2019 | 2022 | 2024 |